# Lea De Mae
Andrea Lea Absolonová (Praga, 26 dicembre 1976 – Praga, 9 dicembre 2004) è stata una tuffatrice e attrice pornografica ceca, nota con il nome d'arte di Lea De Mae.

## Biografia

### Carriera agonistica
Iniziò la carriera sportiva da tuffatrice per la Cecoslovacchia, facendo poi parte della nazionale ceca di tuffi. Durante un allenamento in vista delle Olimpiadi di Atlanta del 1996 si danneggiò la spina dorsale in un incidente, tuffandosi dalla piattaforma dei 10 metri. Dopo l'incidente Lea fece il possibile per riprendersi e si qualificò ancora per le olimpiadi di Sydney nel 2000, ma i problemi continuarono, così decise di ritirarsi.

### Carriera artistica
Tempo dopo si fece convincere da un fotografo a posare nuda, cosa che la portò poi all'industria del porno. Lea de Mae è apparsa in oltre 220 film per adulti. Interpretò inizialmente una serie di lungometraggi per la casa di produzione Private sul mercato americano, dove la sua sensazionale bellezza fu molto ben accolta dal pubblico.
Finì poi per tornare in Europa, dopo aver passato vario tempo in America. Cominciò a girare altri film nella sua terra natale, ma dopo qualche tempo decise di ritornare negli Stati Uniti. Lea De Mae, insieme con le colleghe Silvia Saint, Daniella Rush e Monica Sweetheart (conosciute come "Dream Team Porno"), guidò i primi passi del mondo della pornografia ceca.

### Malattia e morte
Le fu diagnosticato un glioblastoma, una forma aggressiva di tumore al cervello, nel luglio 2004. Durante le cure per la malattia, fan da tutto il mondo, amici e colleghi sovvenzionarono un fondo che venne aperto per lei a Praga, ma nonostante l'iniziativa morì il 9 dicembre 2004 a 27 anni. Centinaia di tributi a Lea sono comparsi nei forum sul web, toccando le 60.000 entrate.

## Filmografia
- Penetrating the East 5: The Czechs 'n' the Male (Wicked Pictures) 1999
- Ass Lovers 2 (Zane Entertainment Group) 2000
- Assman 12 (Anabolic Video) 2000
- ATM: Ass to Mouth 2 (Zane Entertainment Group) 2000
- Buttman's Face Dance Obsession (Evil Angel) 2000
- Cubby Holes 3 (Zane Entertainment Group) 2000
- Czech Xtreme 1 (Zane Entertainment Group) 2000
- Dirty Newcummers 2 (Wildlife) 2000
- Euro Angels 20: Anal Retentive (Evil Angel) 2000
- Euro Angels 21: Budalicious (Evil Angel) 2000
- Girls Home Alone 11 (Wildlife) 2000
- Inexits (Rosebud) 2000
- Liquid Gold 5 (JM Productions) 2000
- Matador 5: Sex Trip (Private) 2000
- Mr. Beaver Checks In 1 (Hustler Video) 2000
- Naughty Little Nymphos 4 (Notorious) 2000
- North Pole 16 (New Sensations) 2000
- Pirate Deluxe 11: Academy (Private) 2000
- Pirate Deluxe 9: The Bride Wore Black (Private) 2000
- Private Penthouse 3: Dangerous Things 1 (Private) 2000
- Private Penthouse 4: Dangerous Things 2 (Private) 2000
- Private Performance 152: Lea D'Mae (Jim Sayler Productions) 2000
- Private XXX 10 (Private) 2000
- Private XXX 11: High Level Sex (Private) 2000
- Private XXX 8 (Private) 2000
- Silvia's Diary (Pleasure Productions) 2000
- Teen Tryouts Audition 2 (Devil's Film) 2000
- Titty Fuckers 2 (Wildlife) 2000
- Twelve Strokes to Midnight (Wicked Pictures) 2000
- YA 19 (JM Productions) 2000
- Anal Addicts 2 (Northstar Associates) 2001
- Anal Angels 2: In High Heels (Elegant Angel) 2001
- Attic (Extreme Associates) 2001
- Best by Private 23: Tropical Cock-Tale (Private) 2001
- Coed Cuties (Plum Productions) 2001
- Cumback Pussy 46 (Elegant Angel) 2001
- Design for Desire (Adam & Eve) 2001
- Dirty Diaries (Coast To Coast) 2001
- Exposed (New Sensations) 2001
- Great American Ass 2 (Extreme Associates) 2001
- Hilfe Frau Doktor ich hab nen Samenkoller (Magma) 2001
- Hot Bods And Tail Pipe 18 (Celestial) 2001
- Kelly the Coed 13 (Heatwave) 2001
- Misty Rain's Worldwide Sex 6: Slammin' In Slovakia (New Sensations) 2001
- Mr. Beaver Checks In 7 (Hustler Video) 2001
- Naughty College School Girls 12 (New Sensations) 2001
- Oral Adventures of Craven Moorehead 8 (Celestial) 2001
- Private Life of Silvia Saint (Private) 2001
- Private Performance 174: Girlfriends 5 (Jim Sayler Productions) 2001
- Pussyman's Decadent Divas 16 (Feline Films) 2001
- Pussyman's International Butt Babes 4 (Feline Films) 2001
- Rude Girls 4 (New Sensations) 2001
- Runaway Butts 3 (Evil Angel) 2001
- Runaways 4 (Dane Productions) 2001
- Sex Flix (Fallen Angel) 2001
- Sex Meat (IFG) 2001
- Sexcess (Silver Star Video) 2001
- Sodomania 35 (Elegant Angel) 2001
- Sodomania: Orgies 3 (Elegant Angel) 2001
- Teen Angel (Elegant Angel) 2001
- Un-natural Sex 5 (Diabolic Video) 2001
- University Coeds Oral Exams 4 (Dane Productions) 2001
- Up And Cummers 91 (Evil Angel) 2001
- Up And Cummers 92 (New Machine Publishing) 2001
- Verfickter Feierabend (Puaka) 2001
- World Class Ass 1 (Red Light District) 2001
- X Professionals (Adam & Eve) 2001
- A Train 1 (Sin City) 2002
- American Girls 1 (Sin City) 2002
- Anal Addicts 8 (Northstar Associates) 2002
- Assault That Ass 1 (Red Light District) 2002
- Blondes Mannerspielzeug (Puaka) 2002
- Brett Rockman, M.D. (Extreme Associates) 2002
- Buttfaced 3 (West Coast Productions) 2002
- Calendar Issue 2002 (Dane Productions) 2002
- Candidate (Blue One) 2002
- Chasin Pink 6 (Vivid) 2002
- Cum Drippers 2 (Vouyer Media) 2002
- Cum Dumpsters 1 (Red Light District) 2002
- Deep Throat This 2 (New Sensations) 2002
- Dripping Wet Sex 5 (Simon Wolf) 2002
- Eager Beavers 4 (Metro) 2002
- Embrujo sexual (IFG) 2002
- Eye of the Beholder (Scarlet Tower) 2002
- Filthy Little Cocksuckers (Dane Productions) 2002
- Fresh and Natural 3 (New Machine Publishing) 2002
- Grrl Power 10 (Kick Ass Pictures) 2002
- Hustler's Babes 2: In Miami (Hustler Video) 2002
- Luxure (Blue One) 2002
- Misty Rain's Worldwide Sex 9: European Sex Trip (Pure Filth) 2002
- Nasty Amateur 1st Timers 12: Drilldo (GM Video) 2002
- Natacha (Wicked Pictures) 2002
- Oral Adventures of Craven Moorehead 12 (Celestial) 2002
- Please Cum Inside Me 5 (Evil Angel) 2002
- Poetic Just-ass (Seymore Butts) 2002
- Pornological 6 (Odyssey) 2002
- Ron Jeremy on the Loose: Sunset Strip (Gonzo Video) 2002
- Sodomania: Orgies 6 (Elegant Angel) 2002
- Stripped (Digital Playground) 2002
- Tits and Ass 1 (Devil's Film) 2002
- University Coeds 37 (Dane Productions) 2002
- Whack Attack 13 (Extreme Associates) 2002
- Who Wants to Fuck a Millionaire (Damaged Productions) 2002
- 2 on 1 15 (Diabolic Video) 2003
- Angel X (Wicked Pictures) 2003
- Ass Cleavage 1 (Zero Tolerance) 2003
- Best of Teen Tryouts Auditions (Devil's Film) 2003
- Blow Me Sandwich 1 (Zero Tolerance) 2003
- Crazy Bullets (IFG) 2003
- Cumstains 1 (Zero Tolerance) 2003
- Cumstains 2 (Zero Tolerance) 2003
- DP Sluts (Sin City) 2003
- Fatale (Sin City) 2003
- Heels and Hose 2 (Viv Thomas) 2003
- Just Anal Sex 1 (Simon Wolf) 2003
- Kaloz Radio (LuXx Video) 2003
- Katja Kassin's Fuck Me (Harmony Films) 2003
- Lea 1 (bangbrosnetwork.com) 2003
- Lea 2 (bangbrosnetwork.com) 2003
- Lea De Mae's Stocking Tease (JB Video) 2003
- Loaded (Digital Playground) 2003
- Love Stories (Wicked Pictures) 2003
- No Holes Barred 2 (Zero Tolerance) 2003
- Nuit au bordel (Video Marc Dorcel) 2003
- Parfum du Desir (Video Marc Dorcel) 2003
- Pleasures of the Flesh 2 (New Sensations) 2003
- Private Life of Lea De Mae (Private) 2003
- Private Reality 19: Beds of Sin (Private) 2003
- Private Sports 4: Snow Sluts (Private) 2003
- Pussy Foot'n 4 (New Sensations) 2003
- Pussyman's International Butt Babes 6 (Feline Films) 2003
- Serial Fucker 3 (IFG) 2003
- Serial Fucker 5 (IFG) 2003
- Sexville (IFG) 2003
- Slut Seeker (CinemaPlay) 2003
- Sodomania Smokin' Sextions 4 (Elegant Angel) 2003
- Ten Wet Girls (Simon Wolf) 2003
- Young Sluts, Inc. 11 (Hustler Video) 2003
- All Sex 2 (Private) 2004
- Apprentass 1 (Zero Tolerance) 2004
- Art of Anal 2 (Simon Wolf) 2004
- Art Of Anal 3 (Simon Wolf) 2004
- Assed Out 1 (Northstar Associates) 2004
- Behind the Scenes of Dripping Wet Sex 2 (Simon Wolf) 2004
- Best Of Cum Drippers (Red Light District) 2004
- Beverly Hills Dolls (K-Beech Video) 2004
- Big Mouthfuls 4 (Bang Productions) 2004
- Blonde Double D Rack Attack (Pure Filth) 2004
- Boz: When Big Just Ain't Enough (Evil Angel) 2004
- Broken English (Platinum X Pictures) 2004
- Come on and Touch Me (Cherry Boxxx) 2004
- Cumstains 3 (Zero Tolerance) 2004
- Dreaming (Northstar Associates) 2004
- Droppin' Loads 2 (Wildlife) 2004
- Face Full of Cum (JAP Pictures) 2004
- Flick Shagwell Exposed (New Machine Publishing) 2004
- Gentlemen Prefer Anal (Juicy Entertainment) 2004
- Girls Of Amateur Pages 4 (CinemaPlay) 2004
- Hot Rats (Smash Pictures) 2004
- Hustler Centerfolds 2 (Hustler Video) 2004
- Inheritance (Platinum Blue Productions) 2004
- Jack's Anal Initiations 1 (West Coast Productions) 2004
- Juicy G-spots 1 (Simon Wolf) 2004
- Lady Lust 1 (Digital Sin) 2004
- Lip Lickers 1 (Collateral Damage XXX) 2004
- Mayhem Explosions 2 (Mayhem) 2004
- Multiples (Mayhem) 2004
- Nuttin' Hunnies 1 (New Sensations) 2004
- Private Life of Jane Darling (Private) 2004
- Private Xtreme 12: Hot Property (Private) 2004
- Private XXX 18: Wet Dreams (Private) 2004
- Private: Best of the Best, 1997-2002 (Private) 2004
- Pussy Worship 1 (Adam & Eve) 2004
- Rectal Rooter 6 (Northstar Associates) 2004
- Sex Ambassador (New Sensations) 2004
- Song Request (realitykings.com) 2004
- Sweet Ass Candy 2 (Elegant Angel) 2004
- Take That Deep Throat This 1 (Northstar Associates) 2004
- Tug Jobs 1 (Bang Productions) 2004
- Wet Dreams Cum True 2 (Zero Tolerance) 2004
- Wrestle With The Devil (IFG) 2004
- Young and Tight 1 (Wildlife) 2004
- 3's Cumpany 1 (Damaged Productions) 2005
- Anal Deliveries 1 (Sin City) 2005
- Anal Madness (Private) 2005
- Anal Training (Cherry Boxxx) 2005
- Best by Private 69: Ass to Mouth (Private) 2005
- Blondes Asses And Anal (Simon Wolf) 2005
- Blondes Have More Anal Fun (Seymore Butts) 2005
- Bucking Blonde Bottoms  (Simon Wolf) 2005
- Cum Covered Teens 1 (Devil's Film) 2005
- Enchantress  (Velocity X) 2005
- From Dusk Till Down (Damaged Productions) 2005
- Goo For 2 (Pure Filth) 2005
- Monica Sweetheart is Damaged (Damaged Productions) 2005
- Nasty Dreams (Juicy Entertainment) 2005
- Never Been Touched (Adam & Eve) 2005
- Private Penthouse Greatest Moments 1 (Private) 2005
- Sodomia (Piston) 2005
- Things That Go Hump In the Night (Wicked Pictures) 2005
- Tight Pussy Tighter Ass 6 (Devil's Film) 2005
- Triple Hexxx (Damaged Productions) 2005
- All Sexed Up (twistysnetwork.com) 2006
- Euro Trash 1 (Loaded Digital) 2006
- Extremely Hardcore Chicks (Extreme Associates) 2006
- Great Sexpectations 1 (Zero Tolerance) 2006
- Homemade Porn Auditions 2 (Hollywood Fuck Factory) 2006
- Bent Over Babes (Simon Wolf) 2007
- Blue Ribbon Butt Fucks 5 (Seymore Butts) 2007
- Intense Anal (Mile High) 2007
- Silvia Saint: Simply Blonde 1 (Pleasure Productions) 2007
- Fire in the Hole (II) (Cherry Boxxx) 2008
- Limo Patrol 4 (CinemaPlay) 2008
- Blown Away 2 (Zero Tolerance) 2009
- Side Show 4 (Filmco Releasing) 2010
- View (II) (Zero Tolerance) 2010
- Remastered: Lea (bangbrosnetwork.com) 2011
- Twilight The Porno and Other XXX Parodies (JM Productions) 2011
- Fresh Tang (Simon Wolf) 2013
- Keep 'Em Cumming (New Sensations) 2013
- My Wife Loves Black Cock (Onyx) 2013
- Ass A Thon (Evolution Erotica) 2014
- Decadent Doctor (Sinister TV) 2014
- Just Pink (New Sensations) 2014
- Blondes Prefer Anal 2 (Sinister TV) 2015
- Giant Cock Cravers (Evolution Erotica) 2017
- I'm Glad You Came (Popshots) 2018
- Mouthful Of Cum (Popshots) 2018